# Renato Gabrielli
Renato Gabrielli (Milano, 1966) è un drammaturgo italiano.

## Biografia
Esordisce al C.R.T. di Milano nel 1989 con Lettere alla fidanzata, a cui seguono numerosi altri lavori per il teatro: Oltremare, Oplà, siamo vivi!, Moro e il suo boia. Dal 1997 al 2001 è drammaturgo del Centro Teatrale Bresciano. Per il CTB scrive e dirige Una donna romantica, Curriculum Vitae e Giudici. Del 2003 è la commedia Vendutissimi.
Nel 2004 il suo Mobile Thriller (Qualcosa trilla) vince il Premio Herald Angel nell’ambito del Fringe Festival di Edimburgo, allestito in un’auto con la traduzione inglese di Margaret Rose; quattro anni dopo riceve il Premio Hystrio per la drammaturgia e, l’anno seguente, il Premio Milano per il Teatro della giuria di specialisti per il suo Tre – Una storia d’amore.
Nel 2005 ha lavorato con la compagnia scozzese Suspect Culture per la quale ha scritto il testo bilingue A Different Language. Della produzione successiva sono Cesso dentro (2005), Salviamo i bambini (2006) e Tre (2008). Tre sarà poi tradotto in inglese da Ann Marie di Mambro con il titolo Eat Your Heart Out e presentato al Teatro Oran Mor di Glasgow nel settembre 2009 per la regia di Graham Eatough; tradotto in spagnolo da Roberta Pasquinucci con il titolo El Hambre e presentato al Teatro del Barrio di Madrid nel maggio 2019 per la regia di Ignasi Vidal.
Il testo Questi amati orrori, con Massimiliano Speziani e Luigi Mattiazzi viene ideato nel 2010. Dall'anno successivo cura la sezione "Scrivere per il teatro", nel vol. 17 di io.scrivo – Corso di scrittura del Corriere della Sera. Scrive inoltre Maturità - Una farsa, testo commissionato dal Festival Connections. In seguito ha realizzato l’adattamento drammaturgico del Giulio Cesare per la produzione del Piccolo Teatro di Milano, diretta da Carmelo Rifici.
Nel 2013 è tra i co-autori di Chi resta, produzione Proxima Res/Teatri del Sacro diretta da Carmelo Rifici. L'anno successivo scrive Combattenti. poco dopo debutta La donna che legge, per la regia di Lorenzo Loris (pubblicato da Cue Press). Nello stesso periodo è autore della guida Scrivere per il teatro edita da Carocci. 
Negli anni successivi aderisce al progetto del Teatro di Roma "Ritratto di una Nazione – L’Italia al lavoro", scrivendo il testo breve Redenzione, regia di Fabrizio Arcuri. L'anno successivo debutta Spin. 
Nel 2020 scrive e dirige Fammi un’altra domanda, con Valentina Picello e Camilla Barbarito, produzione Teatro Franco Parenti di Milano; Nessun miracolo a Milano, diretto e interpretato da Massimiliano Speziani, debutta al Teatro della Cooperativa di Milano. Nello stesso anno, il suo dramma Procedura vince il Premio InediTo Colline di Torino – Sezione Teatro. 
Due anni dopo scrive la commedia Basta Problemi, diretta da Daniele Gaggianesi, produzione Teatro Out Off/Tripee. E l'anno successivo il suo testo Procedura va in scena con la regia di Domenico Ammendola. Scrive il testo breve La nuova malattia, rappresentato alla Biblioteca Braidense di Milano in occasione delle celebrazioni manzoniane, con la regia di Manuel Ferreira.
Renato Gabrielli svolge anche un'intensa attività di docente di drammaturgia teatrale presso l’Università di Bergamo, l’Università Cattolica di Brescia e, a Milano, l’Università Statale,la Civica Scuola di Teatro Paolo Grassi, la Civica Scuola di Cinema Luchino Visconti e l’Accademia dei filodrammatici.

## Premi
- 1993 –  Premio Riccione "Pier Vittorio Tondelli" con il progetto Esperimenti criminali.
- 1996 – Segnalazione al Premio Selezione IDI – Autori Nuovi, per Amore eterno.
- 2003 – Segnalazione al Premio Oddone Cappellino per All’asta.
- 2004 – Premio Herald Angel per Mobile Thriller nell’ambito del Fringe Festival di Edimburgo.
- 2006 – Premio Speciale Autori del Centro Studi Franco Enriquez.
- 2008 – Premio Hystrio alla drammaturgia.
- 2009 – Premio Milano per il Teatro della giuria degli specialisti per Tre.
- 2020 – Premio InediTo – Sezione Teatro per Procedura.

## Opere teatrali
- 1994 – Moro e il suo boia, edizioni Vita e Pensiero
- 2003 – Giudici, "Hystrio" anno XVI, numero 1
- 2004 – Death and the City (Qualcosa Trilla – Vocazione – Il figlio della 90), traduzione di Margaret Rose, “Plays International” April/May 2004
- 2007 – Tre – Una storia d’amore, "Hystrio" anno XX, numero 4
- 2010 – Questi amati orrori, "Hystrio" anno XXIII, numero 4
- 2015 – La donna che legge, edizioni Cue Press
- 2016 – Combattenti, "Hystrio", anno XXIX, numero 3

## Dramaturg
Dal 1997 al 2001 è stato drammaturgo del Centro Teatrale Bresciano. In qualità di dramaturg ha collaborato con il Teatro delle Moire per gli spettacoli Never Never Neverland (2010), It’s always tea-time (2011) e Playroom (2012) e con la compagnia E.S.T.I.A., nel carcere di Bollate. Per il Piccolo Teatro di Milano ha realizzato l’adattamento drammaturgico di Giulio Cesare per la regia di Carmelo Rifici (2012). Ha debuttato nel 2021 il suo adattamento del romanzo Revolutionary Road di Richard Yates, diretto da Fabrizio Visconti per la compagnia Eccentrici Dadarò; nel 2022, il suo adattamento di Uno, nessuno e centomila di Luigi Pirandello, diretto da Lorenzo Loris per Teatro Out-Off/MTM.

## Sceneggiatore
2002 – La città infinita, regia di Gilberto Squizzato, Rai Tre
2003-2007 – L'albero azzurro, Rai Due
2008-2009 – Affari di famiglia, RTSI
2015 – La ragazza Carla, (testi per Elio), regia di Alberto Saibene, Mir/Rai Cinema
2022 –  I Compassi d’Oro di Olivetti, sceneggiature audio per la mostra curata da Manolo De Giorgi presso l’ADI Design Museum di Milano (catalogo Electa).